# Осовље
Осовље је одмаралиште на Фрушкој гори, налази се око 1500 м од раскрснице Партизанског и Беочинског пута. До одмаралишта се може доћи пешке асфалтним путем уз пратеће знакове.
Објекат из 1965. године је у власништву компаније НИС (Нафтагас) са првобитном наменом организвања банкета, прослава и одмора запослених у Нафтноји индустрији. Након приватизације НИС-а, компанија је изгубила интерес за овим одмаралиштем. Једини редовни посетиоци су чувари који одржавају ово место од пропадања. У склопу одмаралишта је аутентичан мали парк за децу који носталгично подсећа на стара добра времена.